# Manchester Literary and Philosophical Society

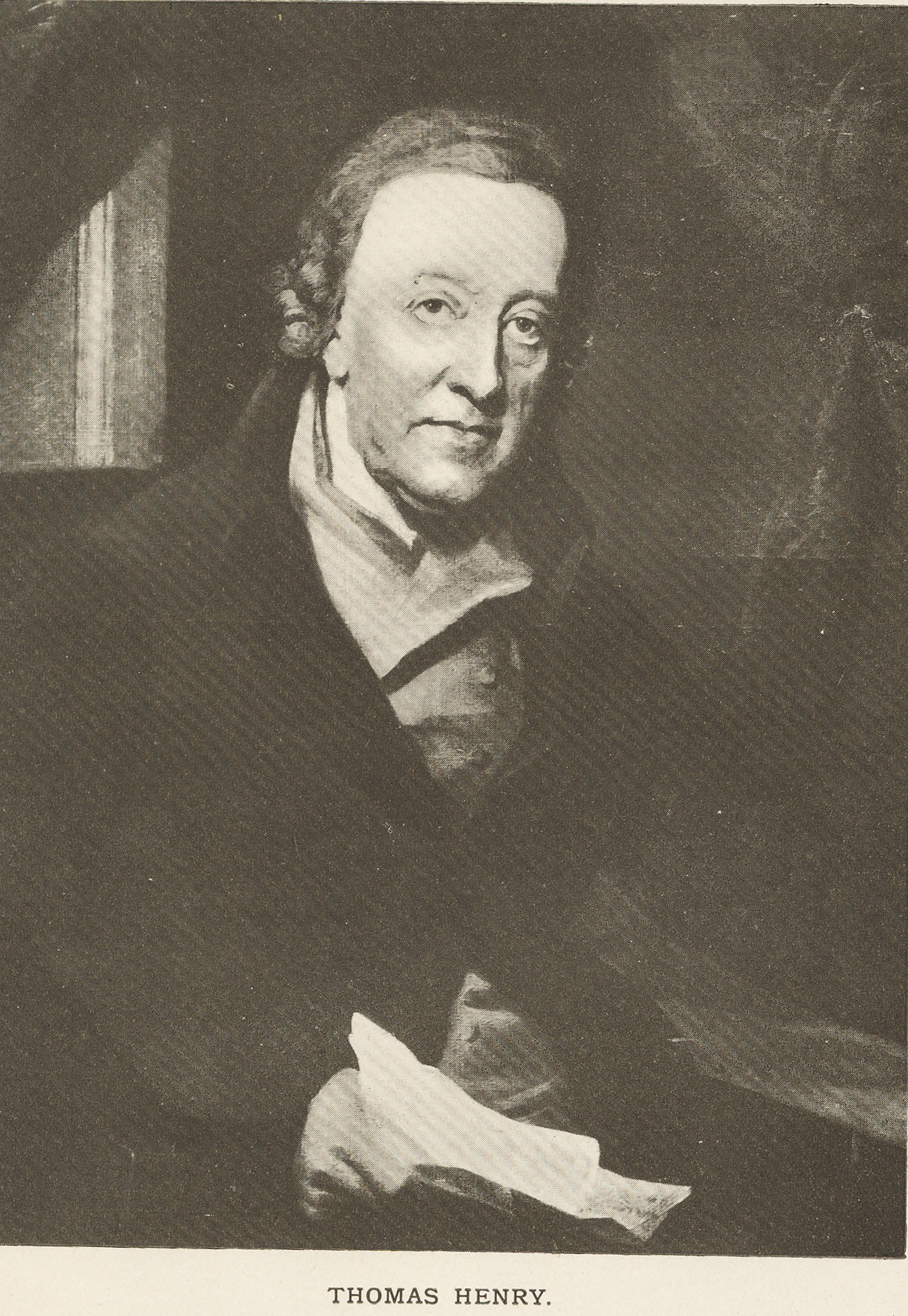
El químic i farmacèutic Thomas Henry (1734-1816)

La Manchester Literary and Philosophical Society, coneguda popularment com a Lit & Phil, és una institució britànica amb seu a Manchester, Anglaterra, que té per objectius promoure el progrés de l'educació i l'ampliació de l'interès públic i l'apreciació de qualsevol forma de literatura, la ciència, les arts i els assumptes públics sense discussions de política de partits ni religioses.
La Lit & Phil és una organització orientada a l'exterior i mai ha estat un club exclusiu per als intel·lectuals; més aviat és per a les persones amb ments animades i un interès comú en conèixer i discutir una varietat de temes. Actualment compta amb al voltant d'uns 400 membres, i s'estén al llarg de Gran Manchester i el nord-oest d'Anglaterra. Com a societat benèfica els membres tenen un paper important en la promoció de l'educació per al públic en general de totes les edats, incloent-hi els estudiants en edat escolar. Aquesta missió important es porta a terme mitjançant conferències, simposis, seminaris, demostracions i entrevistes públiques. Es finança mitjançant les aportacions dels seus membres.
La Lit & Phil fou fundada el 28 de febrer del 1781 per Thomas Percival (1740-1804), Thomas Barnes i Thomas Henry (1734-1816), i realitzà la primera reunió formal el 14 de març del mateix any. És la segona societat més antiga del Regne Unit. Molts dels membres fundadors eren metges residents a la zona King St-Piccadilly de la ciutat de Manchester: Les primeres reunions tingueren lloc en una habitació en la Cross St. Chapel, però el 1799 la Societat es traslladà al núm. 36 de George Street, fins als bombardejos nazis del 1940 en què fou destruïda. Des del 1960 fins al 1980 la Societat gaudí de les instal·lacions de la mateixa casa reconstruïda, però des del 1981 opera des d'una oficina i una petita biblioteca a la Universitat Metropolitana de Manchester.
Des del 1785 al 1789 publicà la revista Memoirs of the Manchester Literary and Philosophical Society i entre 1878 i 1887 la revista Proceedings of the Manchester Literary and Philosophical Society. El 1888 s'unificaren sota el nom Memoirs and proceedings of the Manchester Literary & Philosophical Society (abreviada Mem. proc. - Manch. Lit. Philos. Soc.) fins al 1922, amb una periodicitat d'un volum anual.
A la dècada dels 1860 tenia més de 200 afiliats, majoritàriament prominents comerciants, enginyers i industrials. Les dones no foren admeses fins a principis del segle xx. Molts famosos científics, enginyers, físics i matemàtics han estat membres de la Societat, sent el més famós el químic John Dalton (1766-1844) autor de la primera teoria atòmica moderna, membre des del 1794 fins a la seva mort el 1844. Gran part de la seva investigació original fou duita a terme en una laboratori a l'antiga casa de George Street. Entre els membres més notables hi ha el científic James Prescott Joule (1818-1889), Peter Mark Roget (1779-1869) autor del Thesaurus of English Words and Phrases de l'any 1852; l'enginyer escocès William Fairbairn (1789-1874), el químic Henry Enfield Roscoe (1833-1915), el físic Ernest Rutherford (1871-1937), l'enginyer Joseph Whitworth (1803-1887), i els matemàtics Tom Kilburn (1921-2001) i Alan Turing (1912-1954). No obstant això, el nombre de membres mai ha estat exclusivament científic o acadèmic. Avui en dia, una àmplia gamma de professionals estan representats en la composició i hi ha un bon equilibri entre homes i dones.